# Kuchary (Stopnica)
Pour les articles homonymes, voir Kuchary.
Kuchary est une localité polonaise de la gmina de Stopnica, située dans le powiat de Busko en voïvodie de Sainte-Croix.